# Novîi Mîr, Krîvîi Rih
Novîi Mîr (în ucraineană Новий Мир) este un sat în comuna Kirovka din raionul Krîvîi Rih, regiunea Dnipropetrovsk, Ucraina.

## Demografie
Componența lingvistică a localității Novîi Mîr
     Ucraineană (78,83%)
     Belarusă (12,61%)
     Rusă (8,56%)
Conform recensământului din 2001, majoritatea populației localității Novîi Mîr era vorbitoare de ucraineană (78,83%), existând în minoritate și vorbitori de belarusă (12,61%) și rusă (8,56%).